# Oscaruddelingen 1982
Oscaruddelingen 1982 var den 54. oscaruddeling, hvor de bedste film fra 1981 blev hædret af Academy of Motion Picture Arts and Sciences. Uddelingen blev afholdt 29. marts 1982 i Dorothy Chandler Pavilion i Los Angeles, Californien, USA. Værten var komikeren og talkshow-værten Johnny Carson for fjerde år i stræk.

## Vindere og nominerede
Vindere står øverst, er skrevet i fed.
| Bedste film | Bedste instruktør |
| --- | --- |
| - Viljen til sejr – David Puttnam, producer - Atlantic City – Denis Héroux og John Kemeny, producers - Deres sensommer – Bruce Gilbert, producer - Jagten på den forsvundne skat – Frank Marshall, producer - Reds – Warren Beatty, producer | - Warren Beatty – Reds - Louis Malle – Atlantic City - Hugh Hudson – Viljen til sejr - Mark Rydell – Deres sensommer - Steven Spielberg – Jagten på den forsvundne skat |
| Bedste mandlige hovedrolle | Bedste kvindelige hovedrolle |
| - Henry Fonda – Deres sensommer som Norman Thayer Jr. - Warren Beatty – Reds som John Silas "Jack" Reed - Burt Lancaster – Atlantic City som Lou Pascal - Dudley Moore – Arthur - skidefuld og på rulleskøjter som Arthur Bach - Paul Newman – I god tro som Michael Gallagher | - Katharine Hepburn – Deres sensommer som Ethel Thayer - Diane Keaton – Reds som Louise Bryant - Marsha Mason – Only When I Laugh som Georgia Hines - Susan Sarandon – Atlantic City som Sally Matthews - Meryl Streep – Den franske løjtnants kvinde som Sarah Woodruff/Anna |
| Bedste mandlige birolle | Bedste kvindelige birolle |
| - John Gielgud – Arthur - skidefuld og på rulleskøjter som Hobson - James Coco – Only When I Laugh aom Jimmy Perrino - Ian Holm – Viljen til sejr som Sam Mussabini - Jack Nicholson – Reds som Eugene O'Neill - Howard E. Rollins Jr. – Ragtime som Coalhouse Walker Jr. | - Maureen Stapleton – Reds som Emma Goldman - Melinda Dillon – I god tro som Teresa Perrone - Jane Fonda – Deres sensommer som Chelsea Thayer Wayne - Joan Hackett – Only When I Laugh som Toby Landau - Elizabeth McGovern – Ragtime som Evelyn Nesbit |
| Bedste originale manuskript | Bedste manuskript baseret på materiale fra et andet medie |
| - Viljen til sejr – Colin Welland - I god tro – Kurt Luedtke - Arthur - skidefuld og på rulleskøjter – Steve Gordon - Atlantic City – John Guare - Reds – Warren Beatty og Trevor Griffiths | - Deres sensommer – Ernest Thompson baseret på hans skuespil - Den franske løjtnants kvinde – Harold Pinter baseret på romanen af John Fowles - Pennies from Heaven – Dennis Potter baseret på hans tv-serie. - Storbyens prins – Jay Presson Allen og Sidney Lumet baseret på bogen af Robert Daley - Ragtime – Michael Weller baseret på romanen af E. L. Doctorow                         |
| Bedste fremmedsprogede film | Bedste dokumentar |
| - Mephisto (Ungarn) - Båden er fuld (Schweiz) - Jernmanden (Polen) - Doro no kawa (Japan) - Tre fratelli (Italien) | - Genocide – Arnold Schwartzman og Rabbi Marvin Hier - Against Wind and Tide: A Cuban Odyssey – Suzanne Bauman, Paul Neshamkin og Jim Burroughs - Brooklyn Bridge – Ken Burns - Eight Minutes to Midnight: A Portrait of Dr. Helen Caldicott – Mary Benjamin, Susanne Simpson and Boyd Estus - El Salvador: Another Vietnam – Glenn Silber and Tete Vasconcellos                             |
| Bedste korte dokumentar | Bedste kortfilm |
| - Close Harmony – Nigel Noble - Americas in Transition – Obie Benz - Journey for Survival – Dick Young - See What I Say – Linda Chapman, Pam LeBlanc og Freddi Stevens - Urge to Build – Roland Hallé og John Hoover | - Violet – Paul Kemp og Shelley Levinson - Couples and Robbers – Christine Oestreicher - First Winter – John N. Smith |
| Bedste korte animationsfilm | Bedste musik |
| - Crac – Frédéric Back - The Creation – Will Vinton - The Tender Tale of Cinderella Penguin – Janet Perlman | - Viljen til sejr – Vangelis - Dragedræberen - helten fra fortidens mørke – Alex North - Deres sensommer – Dave Grusin - Ragtime – Randy Newman - Jagten på den forsvundne skat – John Williams |
| Bedste sang | Bedste lyd |
| - "Arthur's Theme (Best That You Can Do)" fra Arthur - skidefuld og på rulleskøjter – Musik af Burt Bacharach; Tekst af Carole Bayer Sager, Christopher Cross og Peter Allen - "Endless Love" fra Endless Love – Musik og tekst af Lionel Richie - "The First Time It Happens" fra The Great Muppet Caper – Musik og tekst af Joe Raposo - "For Your Eyes Only" fra For Your Eyes Only – Musik af Bill Conti; Tekst af Mick Leeson - "One More Hour" from Ragtime – Musik og tekst af Randy Newman | - Jagten på den forsvundne skat – Bill Varney, Steve Maslow, Gregg Landaker og Roy Charman - Deres sensommer – Richard Portman og David M. Ronne - Rumstation Jupiter – John Wilkinson, Robert W. Glass Jr., Robert Thirlwell og Robin Gregory - Pennies from Heaven – Michael J. Kohut, Jay M. Harding, Richard Tyler og Al Overton Jr. - Reds – Dick Vorisek, Tom Fleischman og Simon Kaye |
| Bedste Makeup | Bedste kostumer |
| - En amerikansk varulv i London – Rick Baker - Heartbeeps – Stan Winston | - Viljen til sejr – Milena Canonero - Den franske løjtnants kvinde – Tom Rand - Pennies from Heaven – Bob Mackie - Ragtime – Anna Hill Johnstone - Reds – Shirley Russell |
| Bedste scenografi | Bedste fotografering |
| - Jagten på den forsvundne skat – Norman Reynolds, Leslie Dilley og Michael Ford - Den franske løjtnants kvinde – Assheton Gorton og Ann Mollo - Heaven's Gate – Tambi Larsen og James L. Berkey - Ragtime – John Graysmark, Patrizia von Brandenstein, Anthony Reading, George DeTitta Sr., George DeTitta Jr. og Peter Howitt - Reds – Richard Sylbert og Michael Seirton | - Reds – Vittorio Storaro - Excalibur - kongernes sværd – Alex Thomson - Deres sensommer – Billy Williams - Ragtime – Miroslav Ondříček - Jagten på den forsvundne skat – Douglas Slocombe |
| Bedste klipning | Bedste visuelle effekter |
| - Jagten på den forsvundne skat – Michael Kahn - Viljen til sejr – Terry Rawlings - Den franske løjtnants kvinde – John Bloom - Deres sensommer – Robert L. Wolfe (posthum nominering) - Reds – Dede Allen and Craig McKay | - Raiders of the Lost Ark – Richard Edlund, Kit West, Bruce Nicholson og Joe Johnston - Dragedræberen - helten fra fortidens mørke – Dennis Muren, Phil Tippett, Ken Ralston and Brian Johnson |

### Honorary Academy Award
- Barbara Stanwyck

### Jean Hersholt Humanitarian Award
- Danny Kaye

### Irving G. Thalberg Memorial Award
- Albert R. Broccoli

### Gordon E. Sawyer Award
- Joseph B. Walker

### Special Achievement Academy Award
- Ben Burtt and Richard L. Anderson for Jagten på den forsvundne skat for lydeffektsredigering.